# Vila Flor e Nabo
Vila Flor e Nabo (llamada oficialmente União das Freguesias de Vila Flor e Nabo) es una freguesia portuguesa del municipio de Vila Flor, distrito de Braganza.

## Historia
Fue creada el 28 de enero de 2013 en aplicación de una resolución de la Asamblea de la República de Portugal promulgada el 16 de enero de 2013 con la unión de las freguesias de Nabo y Vila Flor, pasando su sede a estar situada en la antigua freguesia de Vila Flor.

## Demografía
| Gráfica de evolución demográfica de Vila Flor e Nabo entre 2011 y 2021 |
|                                                                        |
| Datos según el nomenclátor publicado por el INE portugués.             |